# لیگ ملی شمال فوتبال انگلستان
 لیگ ملی شمال فوتبال انگلستان  (به انگلیسی: National league North) ششمین لیگ معتبر انگلستان است که در سال ۲۰۰۴ میلادی راه‌اندازی شده‌است.
تیم‌های صعودکننده این لیگ به لیگ ملی انگلستان راه‌میابند و تیم‌های سقوط‌کننده نیز به لیگ فوتبال شمالی انگلستان و لیگ فوتبال جنوبی انگلستان تنزل می‌یابند.